# Museu Naval de Madrid

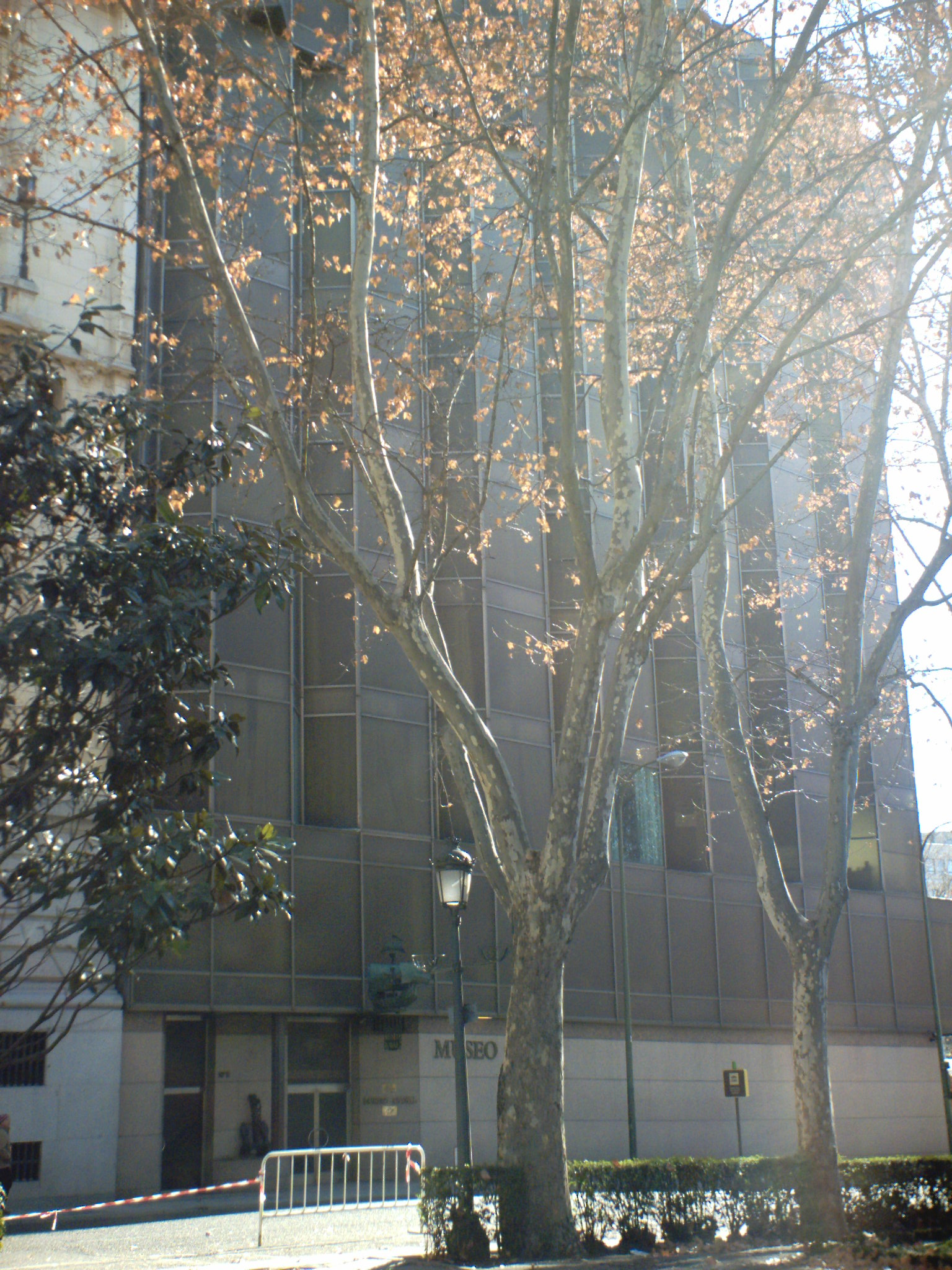
Façana del museu

El Museu Naval de Madrid és una entitat cultural de titularitat estatal, situada als baixos del Caserna General de l'Armada al Paseo del Prado (Madrid), i gestionada pel Ministeri de Defensa d'Espanya a través de la Direcció General de Relacions Institucionals de la Defensa: Subdirecció General de Patrimoni Històric-Artístic, i dependència orgànica de l'almirall general, regida per un Reial Patronat al qual li és aplicable el que disposa el Reial Decret 620/1987, de 10 d'abril, que aprova el Reglament dels Museus de titularitat estatal.
La missió del Museu consisteix a adquirir, conservar, investigar, comunicar i exhibir per a fins d'estudi, educació i contemplació, peces, conjunts i col·leccions de valor històric, artístic, científic i tècnic relacionats amb l'activitat naval, per tal de difondre la història marítima d'Espanya, contribuir a il·lustrar, rellevar i salvaguardar les seves tradicions i promoure la consciència marítima nacional.

## Història
L'origen del Museu Naval es remunta al 28 de setembre de 1792, gràcies a una excel·lent iniciativa del senyor Antonio Valdés i Fernández Bazán, Secretari de Marina del rei Carles IV d'Espanya, plasmada en el següent document:
| « | El Rei té resolt establir en la Nova Població de Sant Carles un Museu de Marina que, a més de la biblioteca general, reuneixi totes les ciències naturals que són necessàries per a la completa instrucció del Cos de l'Armada, i consegüent utilitat en ella. Per a la seva execució ha determinat SM que es destinin per descomptat a la Tresoreria de Cadis 100.000 reals de la consignació de cada Departament, comprenent-en els pressupostos de l'any vinent, i que, sense perjudici d'això, es demanin més altres tants per a aquest; practicant el mateix d'ara endavant i tenint sempre amb separació aquest cabal per a emprar únicament en l'expressat objecte, i d'ordre de SM ho comunico a V.E. per a la seva intel·ligència i govern d'aquesta Junta, en el concepte que dono el corresponent avís a les de Cadis i Cartagena. | » |

Amb aquest objecte, el capità de navili Josef de Mendoza i Ríos va ser comissionat a França i Gran Bretanya per comprar llibres, mapes i altres materials per a la biblioteca, i els tinents de navili Martín Fernández de Navarrete, José de Vargas Ponce i Juan Sanz i Barutell, enviats a diferents arxius espanyols per copiar tots els manuscrits referents a assumptes de Marina, mentre es començava la recollida de materials per formar les col·leccions del projectat Museu.
La substitució de Valdés al capdavant del Ministeri, la de José de Mazarredo a la Direcció General de l'Armada i els esdeveniments polítics i militars pels quals va travessar Espanya en el primer terç del segle xix, van impossibilitar la realització del projecte. El material destinat a la biblioteca va passar a formar part de la del Dipòsit Hidrogràfic i els instruments científics, que ja estaven a Cadis, van passar al Reial Institut i Observatori de l'Armada.
Molts anys després, el 1842, el subtinent d'infanteria Ramon Trujillo Celari, destinat com a oficial auxiliar en la Junta del Altamirantazgo, va redactar un memorial per actualitzar el decret de Valdés.
Aquest memorial va ser informat favorablement per Fernández de Navarrete, en aquell temps director del Dipòsit Hidrogràfic, abandonant però la idea enciclopedista del segle anterior d'incloure una biblioteca de Marina, ja que aquest aspecte el cobria ja la del Dipòsit Hidrogràfic.
El Museu Naval va ser inaugurat provisionalment el 19 novembre 1843 per la reina Isabel II d'Espanya, a Casa o Palau dels Consells, al carrer Major de Madrid, actualment seu de la Regió Militar Centre.
Davant l'increment dels fons, al començament de 1845 es van traslladar les col·leccions a un nou local, la Casa del Platero, situada al carrer de Bailén, entre el Palau Reial i la desapareguda església de Santa Maria de l'Almudena. A causa de risc imminent d'esfondrament de l'edifici, el 1853 es va traslladar el Museu al Palau dels Ministres, antiga casa de Godoy fins a 1807, costat de l'actual palau del Senat, a la plaça de la Marina Espanyola, reobrint al públic el 27 de novembre del citat any de 1853, amb assistència de la reina Isabel i els membres del Govern.
En condicions precàries, el Museu es va reobrir de nou a l'octubre de 1932 a la seva seu actual de l'antic Ministeri de Marina, avui Caserna General de l'Armada, ocupant el mateix lloc on s'hagi avui dia. El contraalmirall Julio Guillén Tato, director des de 1933 a 1972, veritable creador i ànima del nou centre, li va donar la forma i organització plasmades en el catàleg-guia de 1934 que, amb lleugeres variacions, s'ha mantingut fins al 1993.

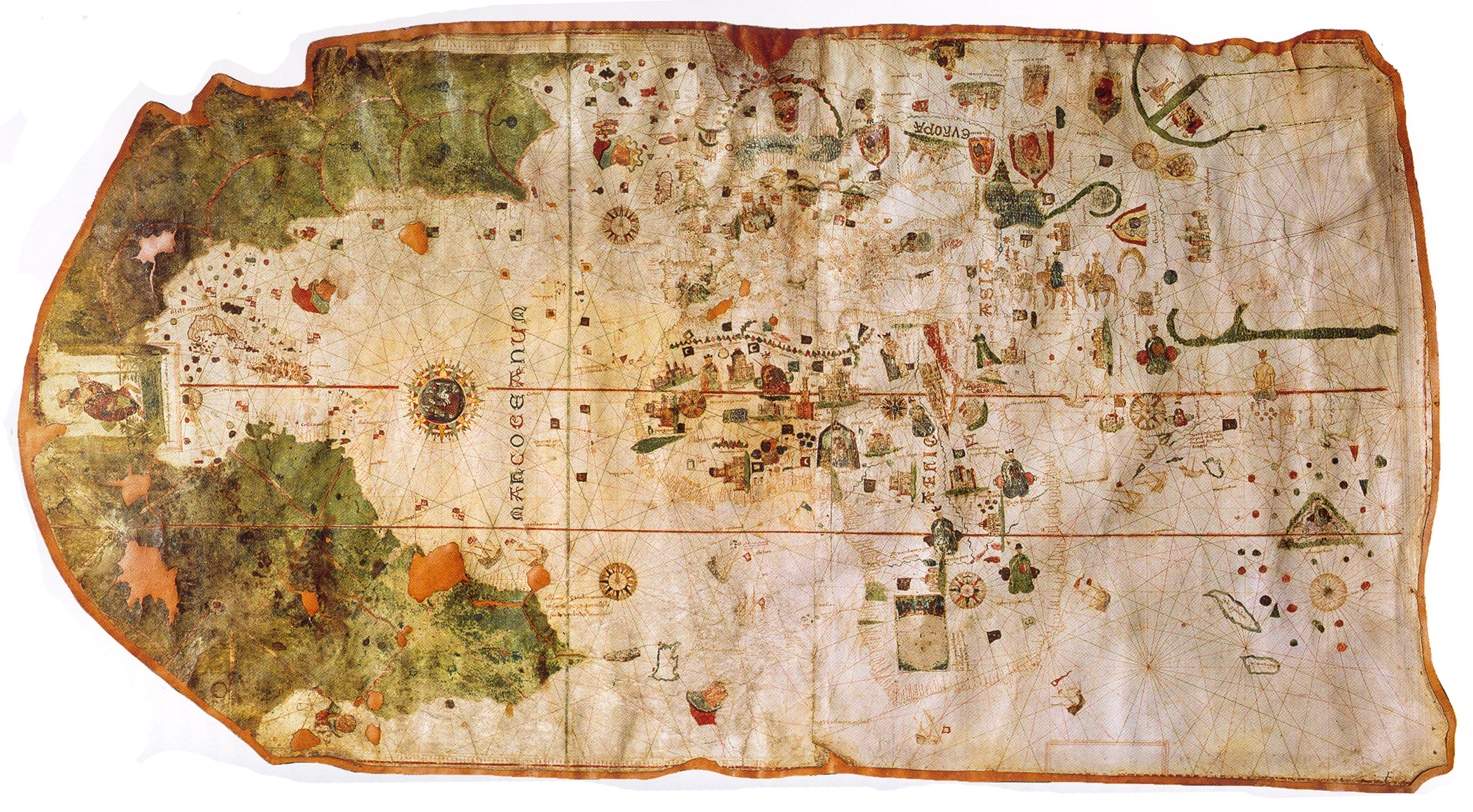
El mapa de Juan de la Cosa

L'origen de les col·leccions del Museu és molt divers, en gran part a causa de les aportacions valuosíssimes de la Casa Reial, l'antiga Secretaria de Marina, les extingides Companyies de Guàrdies Marines, els Departaments Navals de la Península i els postes de les Filipines i Cuba, el Dipòsit Hidrogràfic, el Reial Institut i Observatori de Sant Ferran i l'Institut Hidrogràfic de Cadis, així com una infinitat de donatius particulars.
Les sales expositives del Museu, ordenades cronològicament, contenen les col·leccions d'objectes històrics de molt diversa índole custodiats per l'Armada i que van des del segle xv fins a l'actualitat. Entre elles destaca el mapa de Juan de la Cosa, la representació del continent americà més antiga que es conserva.